# Parc naturel régional de la Guyane
Ne doit pas être confondu avec Parc amazonien de Guyane.

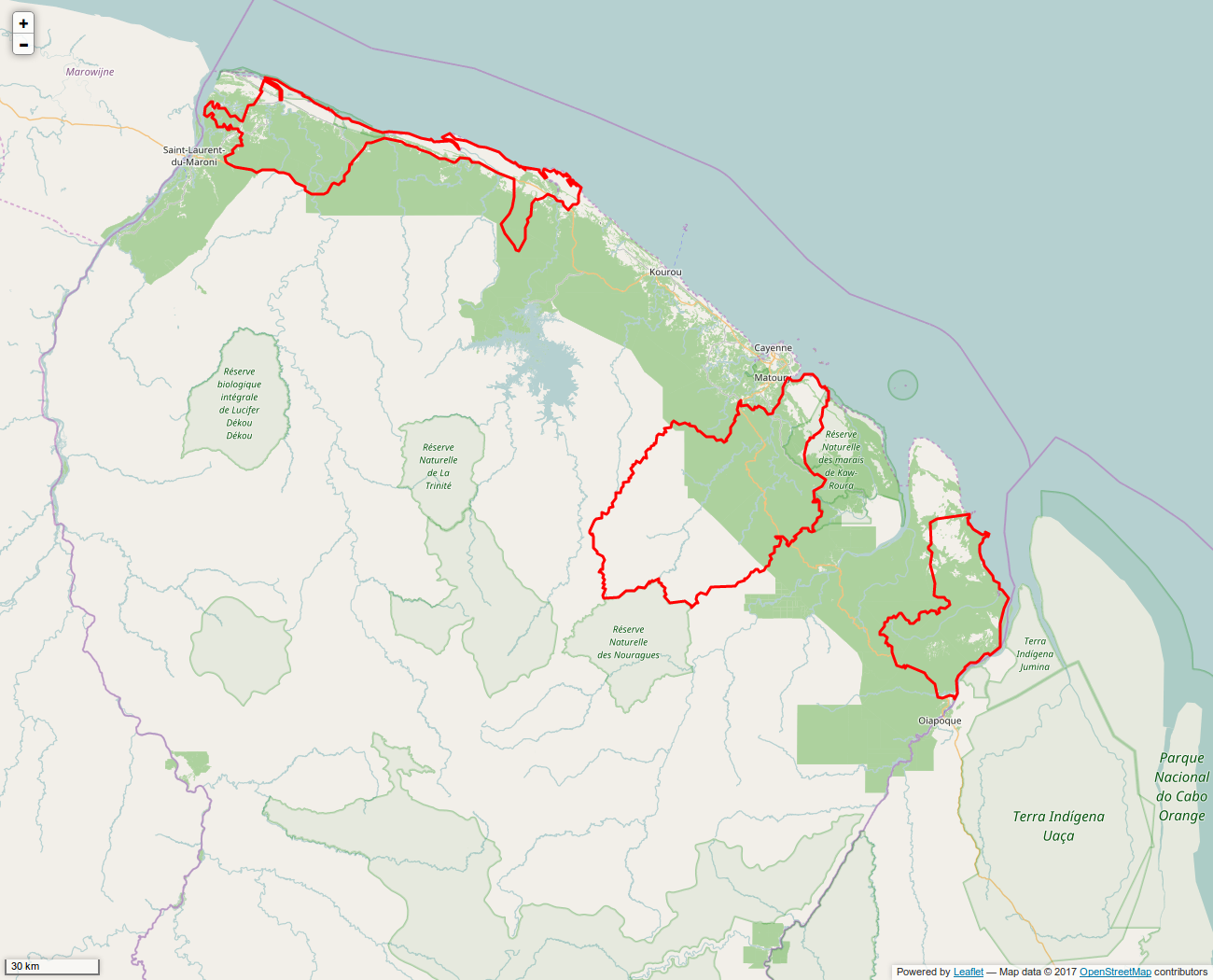
Périmètre du PNR.

Le parc naturel régional de la Guyane est un parc naturel régional français créé en 2001 en Guyane. Il se divise en trois parties terrestres et deux portions maritimes, et s'appuie sur le territoire de six communes : Iracoubo, Mana, Ouanary, Roura, Saint-Georges et Sinnamary.

## Histoire
Le parc naturel régional de Guyane a été créé par un décret le 26 mars 2001. Puisqu'aucune charte n'avait été adoptée, son classement comme PNR lui avait été retiré en 2008. Il avait pu ensuite retrouver son statut en 2012, grâce à une première charte.

## Gestion et actions
La gouvernance du parc naturel régional de Guyane (PNRG) est assurée par un syndicat mixte ouvert, c'est-à-dire qu'il accueille des acteurs de la société civile, en plus des représentants des collectivités territoriales. Il est présidé par Jean-Paul Fereira depuis août 2021. Il a été présidé par Hélène Sirder entre les élections régionales de 2010 et les élections territoriales de juin 2021.
Le PNRG est gestionnaire des réserves naturelles nationales de Kaw-Roura et de l'Amana, depuis 2007 (pour l'Amana) et entre 2014 et 2022 (Marais de Kaw-Roura), respectivement.

Logo du PNR.

En 2019, un rapport du CGEDD relevait que ces deux réserves restent mal acceptées par la population locale et qu'elles faisaient l'objet de dysfonctionnements préoccupants dans leur gestion par le PNRG : des problèmes liés au « malaise » des salariés vis-à-vis de l'équipe administrative, de la direction et de la présidence du PNRG, au mode de management trop « pyramidal », à l’absence de débat démocratique dans le comité consultatif, au partage des responsabilités entre l'État et les collectivités et à la difficulté pour le PNRG d'exercer les compétences de police de l'environnement,, ceci malgré les espoirs suscités par le changement de gestionnaires.